# Zadrzewienie
- W leśnictwie cecha drzewostanu. Określa się ją poprzez porównanie masy drzewnej (miąższości) istniejącej rzeczywiście w drzewostanie danego gatunku na 1 hektarze do podanej w tzw. tablicach zasobności, jaką mógłby ten sam drzewostan wykazywać w danym wieku i na danym siedlisku w najlepszym wypadku. Np. masa rzeczywista drzewostanu wynosi 240 m³ (metrów sześciennych), a wykazana w tablicach – 300 m³. W takim wypadku zadrzewienie określa się poprzez podzielenie 240:300=0,80, czyli zadrzewienie wynosi 0,80.

- W geodezji jeden z rodzajów użytków gruntowych i pokrycia szatą roślinną używany przy tworzeniu map i szkiców zgodnie z Instrukcją techniczną K-1. Oznaczany skrótem Lz odnosi się do gruntów pokrytych zbiorowiskami drzew i krzewów, niebędących lasami i gruntami leśnymi oraz gruntów wraz z drzewostanami stanowiącymi pasy klimatyczne – melioracyjne, a także grunty porośnięte wiklinami w stanie naturalnym.

- W sensie prawnym i ekologicznym określenie powierzchni zadrzewionej niebędącej lasem w rozumieniu ustawy o lasach (np. teren porośnięty drzewami i zajmujący mniej niż 0,1 ha).

- Zgodnie z art. 5 pkt 27 ustawy z dnia 16 kwietnia 2004 r. o ochronie przyrody[1] przez zadrzewienie należy rozumieć: pojedyncze drzewa lub krzewy albo ich skupiska niebędące lasem w rozumieniu art. 3 ustawy z dnia 28 września 1991 r. o lasach[2], wraz z terenem, na którym występują, i pozostałymi składnikami szaty roślinnej tego terenu, spełniające cele ochronne, produkcyjne lub społeczno-kulturowe.